# Schnez-Truppe
La Schnez-Truppe u organización Schnez fue una organización paramilitar clandestina e ilegal formada en Alemania Occidental en 1949 por veteranos de la Wehrmacht y las Waffen-SS bajo el liderazgo del general Albert Schnez, que pretendía luchar contra la Unión Soviética en caso de una invasión soviética. Se cree que fue fundado con una membresía de unos 2000 antiguos oficiales; obteniendo posteriormente una fuerza total de hasta 40 000 miembros.
La organización estaba activa en la zona de ocupación estadounidense en el sur de Alemania y tenía como objetivo desplegar hasta cuatro divisiones blindadas en caso de guerra. Iba a activarse en caso de un ataque de la Alemania Oriental en un conflicto interno alemán similar a la guerra de Corea, pero sin interferencia externa.

## Historia

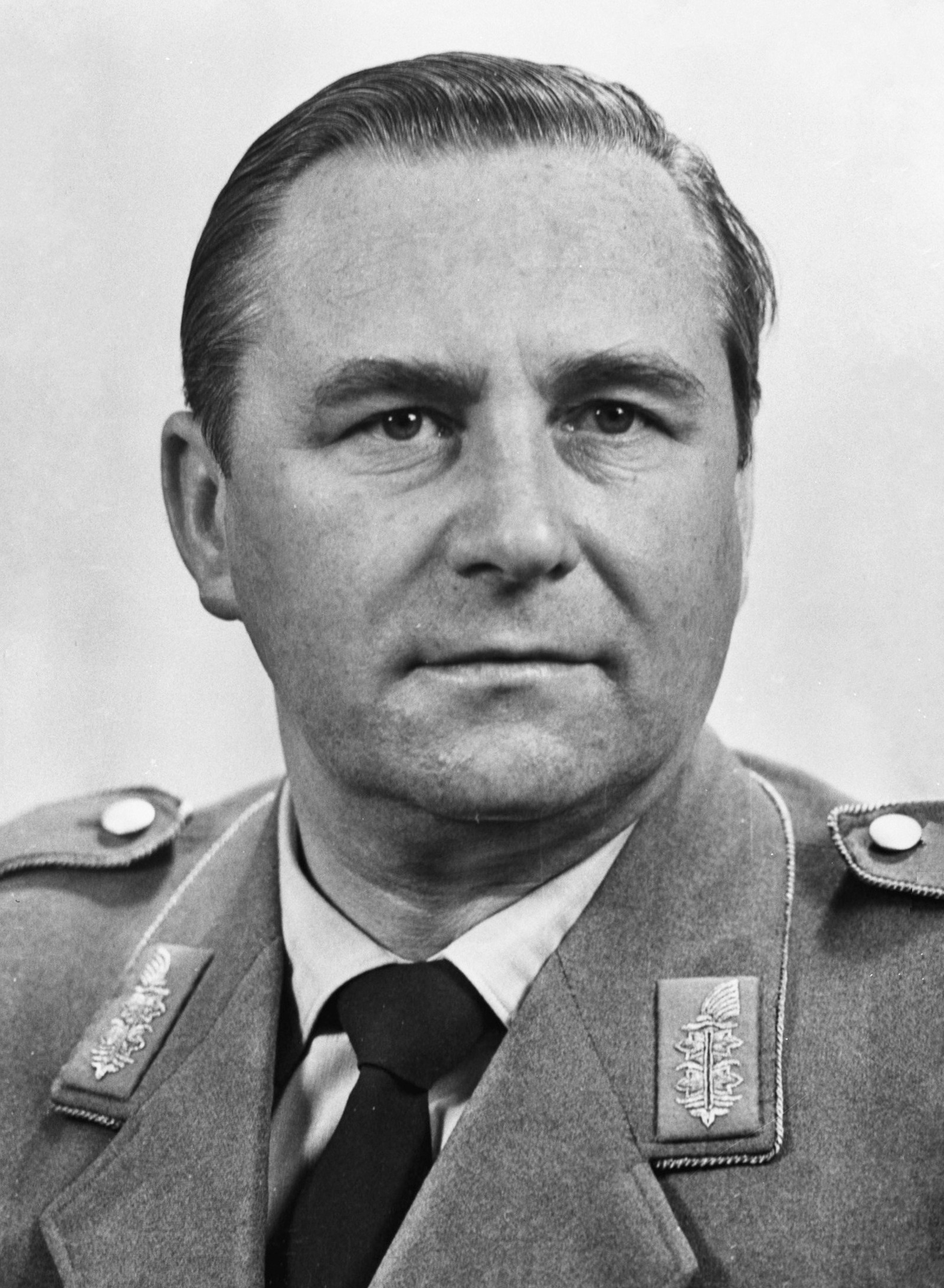
Albert Schnez el creador de los Schnez-Truppe, en una foto de 1967

La organización fue fundada en secreto en 1949 por Albert Schnez, quien había ascendido al rango de coronel en la Wehrmacht durante la Segunda Guerra Mundial. El objetivo del ejército secreto formado por Schnez era defender Alemania Occidental en caso de que se produjera una invasión de la Unión Soviética. Inicialmente, el ejército secreto se retiraría a un país extranjero, posiblemente a Suiza o España, este último gobernado por el dictador Francisco Franco.
El ejército secreto de Schnez recibiría armas suministradas por la policía de Alemania Occidental (la Bundesgrenzschutz), con la ayuda de Anton Grasser, inspector general de la policía y antiguo general de la Wehrmacht, que había sido empleado privado de Schnez después de la guerra antes de unirse a la policía. Schnez también organizó el transporte por carretera de sus fuerzas a través de empresas de logística.
La organización se dedicaba a vigilar a políticos de izquierda, como el miembro franco de la facción del Partido Socialdemócrata de Alemania en el Parlamento alemán, Fritz Erler. En caso de guerra, se planeó utilizar el ejército secreto contra los comunistas de Alemania Occidental. Schnez estuvo en contacto con otras organizaciones e individuos de derecha en Alemania, como Otto Skorzeny, en relación con la resistencia a una invasión soviética.
En 1951, Schnez ofreció los servicios de su organización al servicio de inteligencia alemán, la Organización Gehlen, predecesora del Bundesnachrichtendienst, para proporcionar listas negras de personas potencialmente izquierdistas y, en su caso, perfilar a un miembro de la policía como Halbjude (medio judío).
El canciller de Alemania Occidental, Konrad Adenauer, tuvo conocimiento de la existencia del ejército secreto alrededor de 1951 e informó a los principales políticos de la oposición sobre sus actividades, pero no ordenó ninguna acción decisiva contra Schnez y evitó el conflicto con los veteranos de la Segunda Guerra Mundial. En cambio, ordenó a los servicios de inteligencia nacionales que vigilaran la organización y proporcionaran apoyo financiero a pequeña escala. Dentro de la Organización Gehlen, las Schnez-Truppe recibieron el nombre en clave de Unternehmen Versicherungen (Operación Seguro). Los intentos de Skorzeny de establecer una organización similar a las Schnez-Truppe fueron vistos más críticamente por la Organización Gehlen, ya que lo consideraban demasiado impredecible.

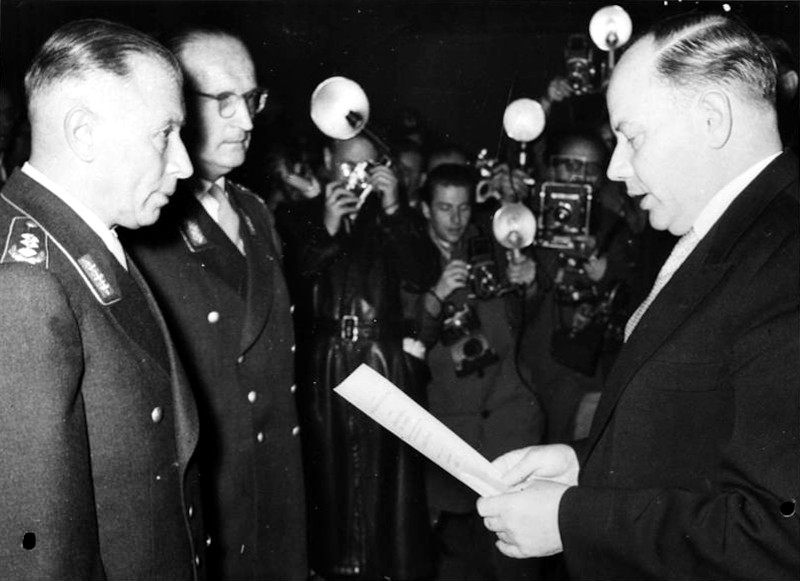
Los antiguos generales de la Wehrmacht Adolf Heusinger y Hans Speidel prestan juramento en la recién fundada Bundeswehr el 12 de noviembre de 1955

Se desconoce el destino del ejército secreto, pero algunas de sus figuras más destacadas se unieron a las entonces recién formadas fuerzas armadas de Alemania Occidental, la Bundeswehr, en 1955. Entre ellos se encontraba Adolf Heusinger, primer inspector general de la Bundeswehr y Presidente del Comité Militar de la OTAN de 1961 a 1964 y Hans Speidel, comandante supremo de las fuerzas terrestres de la OTAN en Europa Central de 1957 a 1963. Albert Schnez también ascendió al rango de inspector general de la Bundeswehr y finalmente se retiró en 1971. Se había convertido en un obstáculo para las reformas de las fuerzas armadas del Ministro de Defensa Helmut Schmidt.
El público en general en Alemania desconocía la existencia de la Schnez-Truppe al menos hasta 2014, cuando una serie de archivos secretos fueron desclasificados por el Bundesnachrichtendienst (Servicio Federal de Inteligencia) después de que estos hubieran sido redescubiertos en 2011. Los archivos desclasificados fueron revisados por el historiador alemán Agilolf Keßelring, nieto de Albert Kesselring, quien formó parte de una comisión independiente encargada de estudiar la historia temprana del servicio de inteligencia alemán. El expediente sobre la Schnez-Truppe en el archivo del Bundesnachrichtendienst en Pullach (Baviera), tenía más de 300 páginas.
El Schnez-Truppe era parte de un movimiento más amplio en Alemania Occidental en ese momento, con el nombre en código de Windhund-Bewegung (movimiento de galgos) y basado en la insignia de la 116.ª División Panzer. El General der Panzertruppe Gerhard von Schwerin, ex comandante de la división, se desempeñó como consultor en asuntos militares y de seguridad para el gobierno de Alemania Occidental bajo Adenauer. Alemania Occidental, que en ese momento no estaba armada, estaba preocupada por su propia incapacidad para defenderse después del estallido de la guerra de Corea. El objetivo principal era tener una fuerza que pudiera contrarrestar a la Kasernierte Volkspolizei de la Alemania Oriental en caso de un escenario similar al de Corea si se producía una invasión soviética.
Según informes de inteligencia de la época, la Kasernierte Volkspolizei poseía casi 1300 tanques, de los cuales 47 eran pesados y 480 medianos. La Schnez-Truppe debía desplegar cuatro divisiones blindadas, que se desplegarían en caso de una guerra exclusivamente alemana entre el Este y el Oeste sin interferencia externa. Los tanques para las divisiones blindadas, sin embargo, tendrían que haber sido proporcionados por el ejército estadounidense, ya que Alemania Occidental no poseía ninguno en ese momento, por esa razón Schnez estuvo más activo en el sur de Alemania, particularmente en Württemberg y Baviera, en la antigua zona de ocupación estadounidense. El historiador Agilolf Keßelring concluyó que es casi seguro que las agencias de inteligencia estadounidenses conocían las actividades de Schnez. La Schnez-Truppe estaba organizada hasta el nivel de compañía y formada predominantemente por miembros de antiguas divisiones de tanques de élite alemanas.

## Evaluación
El Schnez-Truppe nunca estuvo cerca de un estatus y una estructura similares a los de los Freikorps posteriores a la Primera Guerra Mundial. El historiador alemán Sven Felix Kellerhoff concluyó que la organización formaba parte de la «prehistoria» de la Bundeswehr. Según su opinión, la organización era conocida por el gobierno alemán, la oposición política alemana, los servicios de inteligencia alemanes y las autoridades estadounidenses en Alemania. La Schnez-Truppe era un riesgo político, pero dada la falta de capacidad defensiva nativa en Alemania Occidental, era una medida necesaria para contrarrestar la amenaza percibida de la Alemania Oriental comunista.